# NGC 1596
NGC 1596 је лентикуларна галаксија у сазвежђу Златна риба која се налази на NGC листи објеката дубоког неба.
Деклинација објекта је - 55° 1' 35" а ректасцензија 4h 27m 38,0s. Привидна величина (магнитуда) објекта NGC 1596 износи 11,1 а фотографска магнитуда 12,1. Налази се на удаљености од 15,500 милиона парсека од Сунца. NGC 1596 је још познат и под ознакама ESO 157-31, AM 0426-550, PGC 15153.